# AFC Fylde
Der AFC Fylde (offiziell: A.F.C. Fylde) – auch bekannt als The Coasters – ist ein englischer Fußballverein aus der in Lancashire gelegenen Stadt Wesham im Borough of Fylde. Der Klub spielt seit 2023 in der National League, der fünfthöchsten Spielklasse im englischen Fußball.

## Geschichte
Der Verein entstand 1988 aus dem Zusammenschluss der beiden örtlichen Klubs Kirkham Town und Wesham FC und lehnte sich mit dem Namen Kirkham & Wesham an eine Mannschaft an, die in den Jahren vor dem Ersten Weltkrieg an der West Lancashire League teilgenommen hatte. In der West Lancashire League wurde der Platz von Kirkham Town übernommen, am Ende der ersten Saison stand allerdings der Abstieg aus der Division One in die Division Two. Nach drei Jahren in der Division Two kehrte man 1993 für zwei Spielzeiten in die Division One zurück, nach dem neuerlichen Abstieg 1995 gelang in der folgenden Saison der direkte Wiederaufstieg. Die 1999 in Premier Division umbenannte höchste Stufe der Liga dominierte der Verein ab dem Jahr 2000 nach Belieben: Bis 2007 gelangen in acht Spielzeiten sieben Meisterschaften, davon von 2004 bis 2007 vier in Folge; von Januar 2003 bis Oktober 2004 blieb man wettbewerbsübergreifend ungeschlagen.
Mit dem Einstieg des Geschäftsmanns David Haythornthwaite, Vorsitzender der Tangerine Group, der zuvor erfolglos versucht hatte den FC Blackpool zu übernehmen, begann für den Klub ein neues Kapitel. Bei der Übernahme des Klubs legte Haythornthwaite einen 15-Jahres-Plan vor, der bis 2022 den Aufstieg in die Football League zum Ziel hat. 2007 wurde der Klub in die sportlich höher eingeschätzte North West Counties League aufgenommen und stieg als Vize-Meister der Division Two in die Premier Division auf. Zudem gelang bei der erstmaligen Teilnahme an der FA Vase, dem landesweiten Pokalwettbewerb für Mannschaften unterhalb der achten Ligaebene, durch einen 2:1-Erfolg über Lowestoft Town vor über 19.000 Zuschauern im Wembley-Stadion der Titelgewinn (beide Treffer durch den 17-jährigen Einwechselspieler Matt Walwyn). Im Anschluss benannte sich der Verein in AFC Fylde um. Am Ende der Saison 2008/09 stand ein erneuter Aufstieg in die Division One North der Northern Premier League.
Im November 2011 wurde das Trainergespann Dave Challinor und Colin Woodthorpe verpflichtet, das den Klub am Saisonende zum Aufstieg in die Premier Division der Northern Premier League führte, zwei Jahre später gelang über die Play-offs der Aufstieg in die Conference North. Am abermaligen Aufstieg scheiterte man 2015 und 2016 jeweils in die Play-offs, 2017 stieg man als Staffelmeister schließlich in die National League auf, die fünfthöchste Spielklasse im englischen Ligasystem. Neben den Ligaerfolgen gelangen auch mehrere Achtungserfolge im FA Cup, für dessen erste Hauptrunde man sich erstmals 2012/13 qualifizierte (1:4 gegen Accrington Stanley). Nachdem man 2015 (0:2 gegen Plymouth Argyle) und 2016 (1:3 gegen den FC Millwall) abermals in der ersten Hauptrunde gegen Football-League-Mannschaft ausschied, qualifizierte man sich 2018 durch einen 4:2-Sieg gegen die Kidderminster Harriers erstmals für die zweite Hauptrunde, in der man am Drittligisten Wigan Athletic im Wiederholungsspiel scheiterte.
Im Mai 2018 spielte der Klub binnen sieben Tagen zwei Mal im Londoner Wembley-Stadion: Zunächst verlor man im entscheidenden Play-off gegen Salford City (0:3) um den Aufstieg in die EFL League Two, eine Woche später gewann man im Finale der FA Trophy mit 1:0 gegen Leyton Orient und wurde damit der erste Klub, der sowohl Vase als auch Trophy gewann. Nur ein Jahr später stieg der Klub als Vorletzter aus der National League ab, wobei die Saison infolge der COVID-19-Pandemie neun Spieltage vor Ende abgebrochen wurde.

## Stadion & Vereinslogo

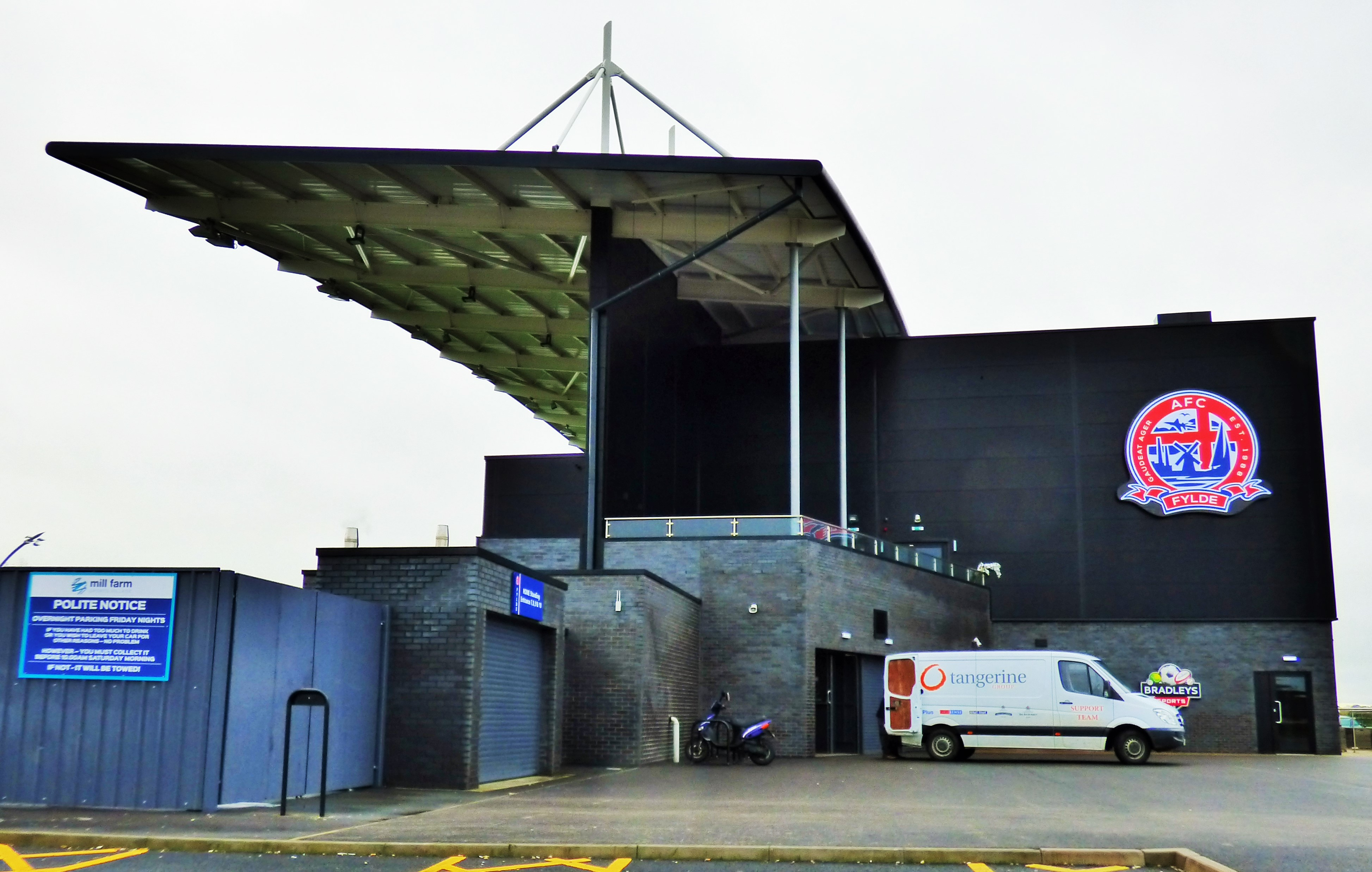
Mill Farm

Von 2006 bis 2016 spielte der Klub im für £150.000 errichtete Kellamergh Park in Warton, einem Dorf südlich von Kirkham und Wesham. 2016 erfolgte der Umzug in das Mill Farm genannte Stadion, das am Nordrand von Wesham liegt. Das Stadion fasst 6000 Zuschauer und war Teil eines £18 Millionen schweren Bebauungsplans.
2014 wurde das Vereinslogo überarbeitet. Es bildet neben mehreren markanten Landmarken (Lytham Windmill, das Boot als Symbol für Skippool Creek nahe Poulton-le-Fylde sowie das Düsenflugzeug als Symbol für den Warton Aerodrome) das Gründungsjahr 1988 sowie das lateinische Motto Gaudeat Agerab („das Feld sei fröhlich“), das zuvor von der Lokalverwaltung Fyldes genutzt wurde.

## Erfolge
- Meister der National League North: 2016/17
- Sieger der Play-offs der Northern Premier League Premier Division: 2013/14
- Meister der Northern Premier League Division One North: 2011/12
- Meister der North West Counties League Premier Division: 2008/09
- Meister der West Lancashire League: 1999/2000, 2000/01, 2001/02, 2003/04, 2004/05, 2005/06, 2006/07
- Sieger der FA Trophy: 2018/19
- Sieger der FA Vase: 2007/08
- Sieger der Lancashire FA Challenge Trophy: 2010/11, 2012/13, 2013/14

## Ligazugehörigkeit
- 1988–2007: West Lancashire League
- 2007–2009: North West Counties League
- 2009–2014: Northern Premier League
- 2014–2017: Conference North/National League North
- 2017–2020: National League
- 2020–2023: National League North
- 2023–2025: National League
- seit 2025: National League North